# Liste der Kulturgüter in Neunforn
Die Liste der Kulturgüter in Neunforn enthält alle Objekte in der Gemeinde Neunforn im Kanton Thurgau, die gemäss der Haager Konvention zum Schutz von Kulturgut bei bewaffneten Konflikten, dem Bundesgesetz vom 20. Juni 2014 über den Schutz der Kulturgüter bei bewaffneten Konflikten sowie der Verordnung vom 29. Oktober 2014 über den Schutz der Kulturgüter bei bewaffneten Konflikten unter Schutz stehen.
Objekte der Kategorien A und B sind vollständig in der Liste enthalten, Objekte der Kategorie C fehlen zurzeit (Stand: 1. Januar 2023).

## Kulturgüter
| Foto |                                                                  | Objekt                                | Kat. | Typ | Standort                                        | Beschreibung |
| ---- | ---------------------------------------------------------------- | ------------------------------------- | ---- | --- | ----------------------------------------------- | ------------ |
| ja   | Datei hochladen · Wikidata zu Reformierte Kirche (Q29526824)     | Reformierte Kirche KGS-Nr.: 05132     | A    | G   | Oberneunforn, Kirchgasse 699874 / 273664        |              |
| ja   | Datei hochladen · Wikidata zu Reformiertes Pfarrhaus (Q29883239) | Reformiertes Pfarrhaus KGS-Nr.: 13776 | B    | G   | Oberneunforn, Kirchgasse 4a, 4b 699837 / 273666 |              |
| ja   | Datei hochladen · Wikidata zu Wohnhaus Fahrhof (Q29883241)       | Wohnhaus Fahrhof KGS-Nr.: 13777       | B    | G   | Fahrhof, Fahrhof 4 699014 / 272558              |              |